# 阿洛伊斯·希特拉
阿洛伊斯·希特拉（德語：Alois Hitler，1837年6月7日—1903年1月3日），原名阿洛伊斯·施克爾格魯伯（德語：Alois Schicklgruber），是奧匈帝國公務員，亦是纳粹德国領導者阿道夫·希特拉的父親。
阿洛伊斯·施克尔格鲁伯是其母亲玛丽亚·施克尔格鲁伯的私生子，其亲生父亲仍然未知，大约在1842年，玛丽亚·施克尔格鲁伯与约翰·格奥尔格·希德勒结婚，约翰成为阿洛伊斯的继父。
1876年，阿洛伊斯正式承认继父约翰·格奥尔格·希德勒为法理上的父亲。 这意味着其之后的妻子克拉拉·希特勒在法律上成为阿洛伊斯的表亲 ，但二人实际上无血缘关系。阿洛伊斯将自己的姓氏从施克尔格鲁伯改为已故继父约翰的姓氏希德勒（Hiedler），德语中意为“住在小屋里的人”，在先前该姓氏有诸多不同的变体，如Hüttler、Hütler、Hitler等，后当局统一将该姓氏登记为希特勒（Hitler）
同样在1876年，阿洛伊斯与他的第一任妻子安娜结婚后雇用了他的亲戚克拉拉作为佣人，并开始与她发生婚外情。 他们的关系一直秘密进行，直至其第二任妻子弗兰齐斯卡去世，克拉拉怀孕，这促使阿洛伊斯于 1885 年与她结婚。据一位朋友称，阿洛伊斯对他的妻子克拉拉“非常粗暴”，并且“在家几乎不与她说话”。 阿洛伊斯以类似的蔑视态度对待他的孩子们，并时常殴打他们。

## 生平

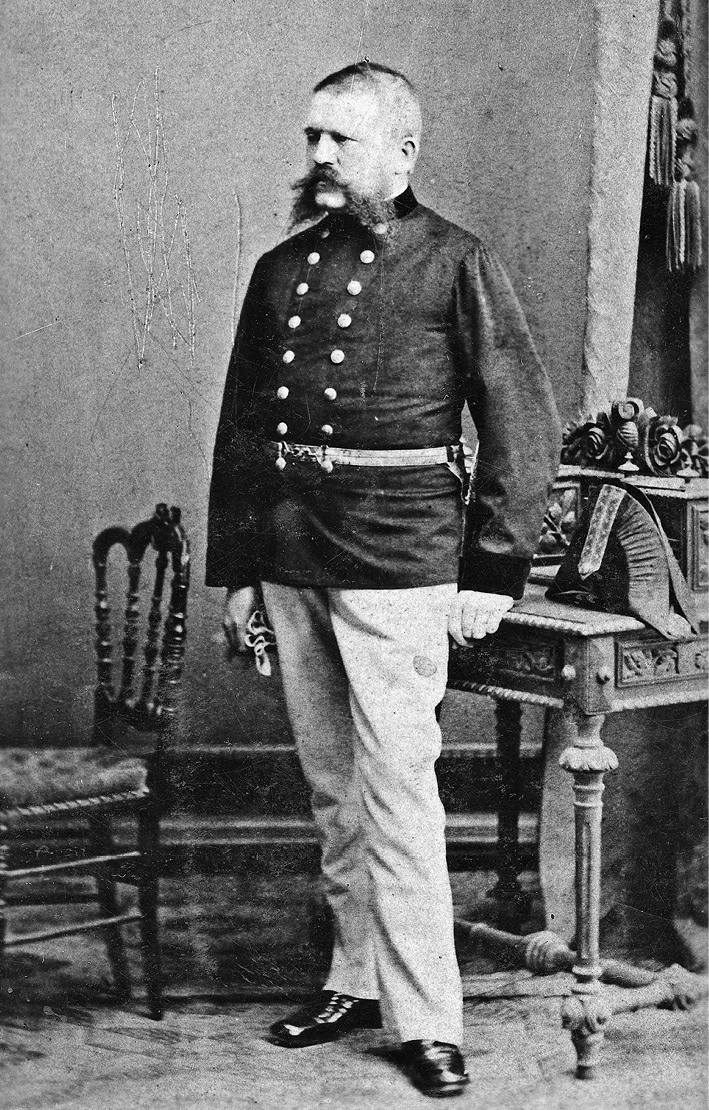
穿着制服的阿洛伊斯·希特勒。

## 外部連結
- Alan Bullock Hitler: A Study in Tyranny. 1953 ISBN 0-06-092020-3
- Joachim C.Fest Hitler. Verlag Ullstein, 1973 ISBN 0-15-141650-8
- Brigitte Hamann Hitler's Vienna, Tauris Parke Paperbacks 2010 ISBN 978-1-84885-277-8
- Ian Kershaw Hitler 1889–1936: Hubris. W W Norton, 1999 ISBN 0-393-04671-0
- Walter C.Langer The Mind of Adolf Hitler. Basic Books Inc., New York, 1972 ISBN 0-465-04620-7 ASIN: B000CRPF1K
- Rober Paynet The Life and Death of Adolf Hitler. Praeger Publishers 1973 LCCN 72-92891
- Ron Rosenbaum Explaining Hitler: The Search for the Origins of His Evil, New York: Random House 1998 ISBN 0-670-82158-6
- Marc Vermeeren De jeugd van Adolf Hitler 1889–1907 en zijn familie en voorouders. Soesterberg, 2007, 420 blz. Uitgeverij Aspekt. ISBN 978-90-5911-606-1
- Robert G. L.Waite The Psychopathic God: Adolf Hitler. Basic Books 1977 ISBN 0-465-06743-3

1. ↑  Kershaw(1999), p. 7
2. ↑  Kershaw (1999), pp.12-13
3. ↑  Ullrich, Volker (2016) Hitler: Ascent 1889-1939 Translated by Jefferson Chase. pp.17-18. ISBN 978-1-101-87205-5